# ゲノム編集

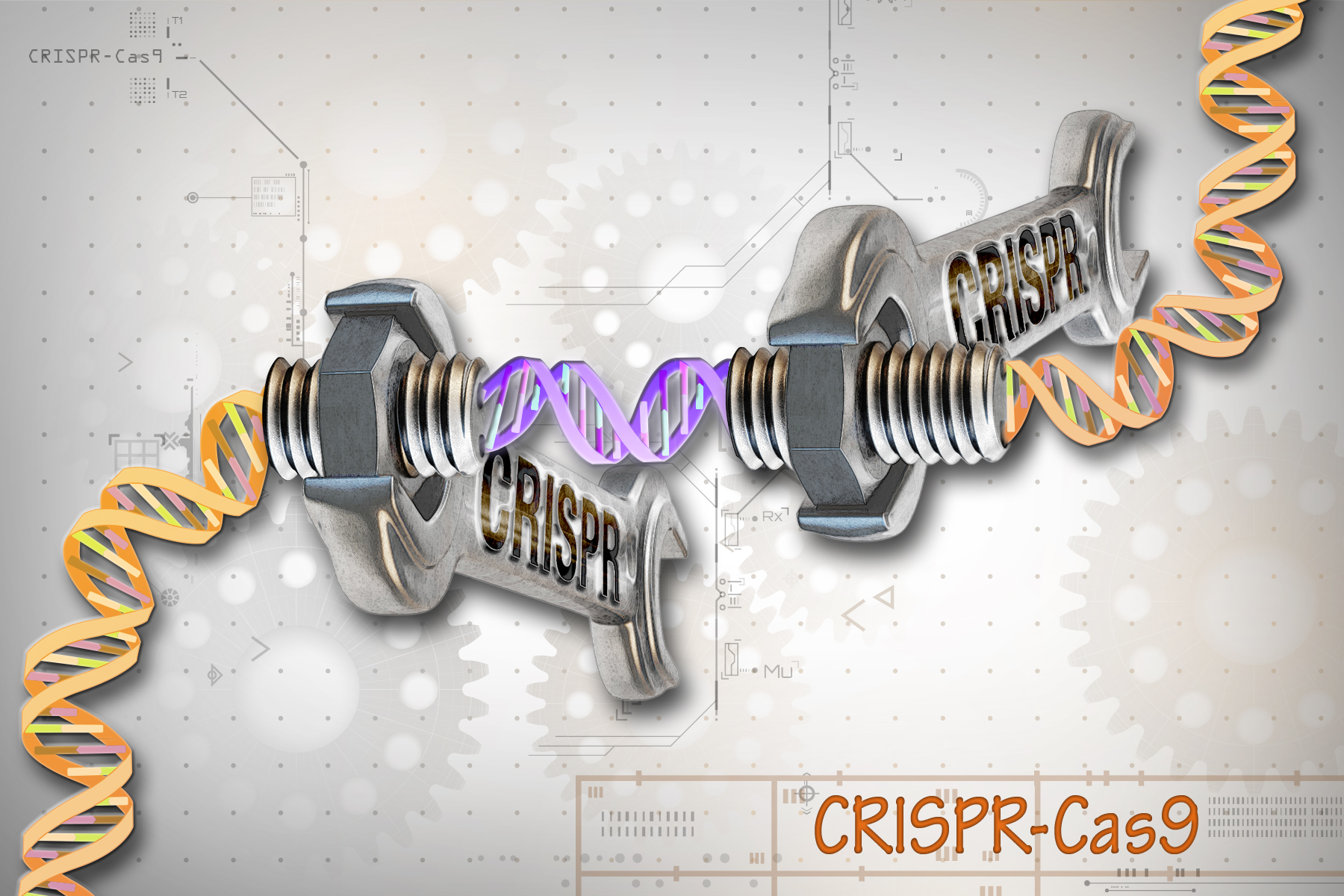
NHGRIによるCRISPR/Cas9のイメージ図。

ゲノム編集（ゲノムへんしゅう、英: genome editing）は、部位特異的ヌクレアーゼを利用して、思い通りに標的遺伝子を改変する技術である。部位特異的ヌクレアーゼとしては、2005年以降に開発・発見された、ZFN（ズィーエフエヌ、または、ジンクフィンガーヌクレアーゼ）、TALEN（タレン）、CRISPR/Cas9（クリスパー・キャスナイン）を中心としている。従来の遺伝子工学、遺伝子治療と比較して、非常に応用範囲が広い。

## 概要
ゲノム編集のための部位特異的ヌクレアーゼとして、ZFN (Zinc-Finger Nuclease)、TALEN (Transcription Activator-Like Effector Nuclease)、CRISPR (Clustered Regularly Interspaced Short Palindromic Repeats)/Cas9 (Crispr Associated protein 9)が挙げられる。
これらの部位特異的ヌクレアーゼに共通する特徴は、特定の配列を狙ってDNAの切断を行い、これにより意図的なDNAの改変を可能とすることにある。DNA切断の後は、細胞の本来の機能によりDNA修復も起こる。この際、特定の配列を断片として与えると、切断部に挿入するノックインが可能となる。ノックインをさせずに修復を行ったとしても、配列が変わらない限り、DNA切断が何度でも繰り返されるため、変異が発生する。これを利用して、特定の遺伝子の機能を止めるノックアウトにも活用される。
部位特異的ヌクレアーゼの中で、特に高効率とされるのはCRISPR/Cas9であり、2015年時点でゲノム編集に関する研究の主流である。しかし一方、高効率であることの代償として、CRISPR/Cas9では標的部位ではない場所をも改変してしまうオフターゲットと呼ばれる現象が発生しやすい。このオフターゲットが生じると、がん等の疾患を発症する恐れがあるため、オフターゲットを改善する研究も進む。
ゲノム編集は『ネイチャー・メソッズ』誌において2011年のメソッズ・オブ・ザ・イヤーに輝いた。2015年にはCRISPR/Cas9の研究がノーベル賞候補と言われていた。

## 歴史について
遺伝子工学は、1972年にポール・バーグらが細菌に感染するウイルスのDNAを、サルに感染するウイルスのDNAに挿入することに成功したことに始まる。翌1973年には、ハーバート・ボイヤーとスタンリー・ノーマン・コーエンがこの技術を生物種にも適用する。1970年代後半には、遺伝子工学によるインスリンの量産が成される。しかし、これら従来の遺伝子工学には大きな課題が2つあった。特定の遺伝子を操作する正確性の欠如と、遺伝子の配列や生物種に依らない適用という応用性の欠如である。
1990年代になり、DNAを特定の位置で切断できるタンパク質である制限酵素が発展するに伴い、正確性の問題は解決された。応用性の欠如の方も、2005年以降の各種のゲノム編集技術の登場により解決される。
2012年8月、CRISPRが、原核生物へのゲノム編集にも活用しうることをエマニュエル・シャルパンティエとジェニファー・ダウドナらが見出す。彼らは、レンサ球菌のRNAを、CRIPRのガイドRNAとして活用することにも成功する。これにより、CRISPR/Cas9による高効率のゲノム編集が可能となる。真核生物のゲノム編集へのCRISPR/Cas9の応用はフェン・チャンが可能にして技術特許を取得した。
2014年、中国においてCRISPR/Cas9による世界初の遺伝子改変サルが誕生する。翌2015年、同じく中国でCRISPR/Cas9を用いた世界初のヒト受精卵の遺伝子操作が行われ、国際的に物議を醸す。この実験を主導したJunjiu Huang（黄軍就）らが使ったのは、不妊治療目的の体外受精において、2つの精子が受精した異常な受精卵で、元々廃棄されるものであった。Huangらの報告では、狙った遺伝子を思い通りに書きかえられたのは86個中4個のみであり、オフターゲットが起きた受精卵もあった。そのため、技術的な改善の必要性も記している。HuangはNature誌により2015年の10人に選ばれる。この研究を契機に、ヒト受精卵に対するゲノム編集の倫理が新たな課題となる。
2016年、中国政府は第13次5カ年計画でゲノム編集を国家戦略と位置付け、同年2例目のヒト受精卵のゲノム編集も中国で行われる。また10月には、世界初のゲノム編集の臨床試験、翌2017年3月には、世界初の“正常な”ヒト受精卵へのゲノム編集も中国で行われる。2018年時点で中国では86人の遺伝子がCRISPR/Cas9によって改変される。同年11月26日には南方科技大学の賀建奎副教授が、ゲノム編集した双子の女児「露露と娜娜」の誕生を発表する。ゲノム編集は後天性免疫不全症候群（AIDS）に耐性を持たせるためだと主張されたが、後述するように世界的な波紋を呼んだ。

## 各ヌクレアーゼについて
|                      | ZFN              | TALEN  | Platinum TALEN | CRISPR/Cas9 |
| DNA結合ドメイン      | ジンクフィンガー | TALE   | TALE（改良型） | ガイドRNA   |
| DNA切断ドメイン      | FokI             | FokI   | FokI           | Cas9        |
| 部位選択の自由度     | 限定的           | 中程度 | 中程度         | ほぼ全部    |
| ヌクレアーゼの構築   | 困難             | 中程度 | 容易           | 容易        |
| インビボでの試験     | 困難             | 困難   | 困難           | 容易        |
| ターゲッティング効率 | 小さい           | 中程度 | 大きい         | 大きい      |
| オフターゲット       | 小さい           | 小さい | 小さい         | 大きい      |
| 多重化               | 困難             | 困難   | 困難           | 容易        |
| 実験効率             | 中程度           | 中程度 | 大きい         | 大きい      |
| 実験費用             | 中程度           | 中程度 |                | 低価格      |

### CRISPR/Cas9について
原核生物において発見された獲得免疫機構をCRISPR/Casシステムという。このシステムのうち、Cas9と呼ばれるヌクレアーゼと、標的となるDNA配列へ導くガイドRNAとを複合化し、これをDNAの改変に応用した技術をCRISPR/Cas9という。
ZNF、TALENが各々一つのタンパク質であるのに対して、CRISPR/Cas9では、ガイドRNAとCas9という2つの別々の分子で構成されるのが特徴的である。DNAの標的部位と相補的な配列をガイドRNAに用意するので、ガイドRNAは標的部位に特異的に結合できる。そうするとガイドRNAとDNAを覆うようにCas9タンパク質が結合して、DNAを切断する。Cas9自体は使い回しができて、狙いに応じてガイドRNAだけを作成すれば済む。
CRISPR/Cas9は、他のヌクレアーゼの中で部位特異性の低さと、それによるオフターゲットが課題である。オフターゲットの多寡は、DNA修復の機構が非相同末端結合 (NHEJ) か、相同組換え修復 (Homology Directed Repair: HDR) であるかによっても異なる。HDRの方がNHEJよりもオフターゲットとして安全だが、手間がかかるうえ、互いに使用条件が限られる。それを克服するために、ニッカーゼ改変型Casを用いて、標的ごとに2種類のガイドRNAを与えるという手法が開発された。また、NHEJとHDRの競合改善の手段として、NHEJの抑制剤となるSCR7が、HDRの促進剤としてL755,507があり、逆のNHEJの促進剤としてはAzidothymidine (AZT) が挙げられる。
ゲノム編集の対象とする核内のDNAにアクセスするために、Cas9とガイドRNAを細胞内、更に核内へと導入しなければならない。そのための導入媒体、つまりベクターとしてプラスミドやウイルスが使用される。プラスミドや、ベクターを介さず直接的にタンパク質の形で導入する方法としては、エレクトロポレーション法がある。2015年現在の技術水準では、どの導入手段が効率が高いかは一概には言えないことが多く、実験的に確認することが多い。また、プラスミドについては、非営利のリポジトリが存在する。
ガイドRNAの設計ツール、またライブラリーと呼ばれる製品が各社から販売されている。国内では、ライフサイエンス統合データベースセンター (DBCLS) がCRISPRdirectというガイドRNAの設計ツールを提供している。
正しく配列が導入され、余分な挿入や欠失がないことを確認するためのプロトコルが提案され、また、検証用の製品が販売されている。

### TALENについて
TALENは日本語で転写活性化因子様エフェクターヌクレアーゼとも呼ばれる。制限酵素であるFokIをDNA切断ドメインとして、植物病原細菌キサントモナス属 (Xanthomonas) から分泌されるTALEタンパク質のDNA結合ドメインを融合させた人工酵素である。

TALENの原理の説明図。

TALENを用いたゲノム編集の代表的なワークフロー。

TALEタンパク質から成るDNA結合ドメインは34個程度のアミノ酸の繰返し構造をとっている。この繰返しの単位をモジュールとよぶ。その中で、アミノ酸第12位と13位が可変となっており、標的配列と結合する部分で「反復可変二残基」(RVD) と呼ばれる。TALENは原理の説明図の中に示したように、L TALENとR TALENのペアとして、標的DNAの反対鎖にそれぞれ結合する必要がある。つまり、FokIが切断活性を示すためには、TALENが適切な距離を維持して二量体を形成する必要がある。TALENにおけるミスマッチ寛容やオフターゲット活性はほとんど報告されておらず、高い特異性が特徴である。
Golden Gate法では、10モジュールのアセンブリを用いてTALENプラスミドを構築する。これに改良を加えて、高速かつ簡便に高活性なTALENを作成する手法が開発され、Platinum TALENと名付けられた。主な改良点は、作成したプラスミドの活性評価が哺乳動物の培養細胞で行えること、モジュールのアセンブリにおける失敗を減じるため6または4モジュールのアセンブリを用いること、切断活性を向上させたこと、活性が向上したにもかかわらず細胞毒性を出さない工夫がなされたことである。
広島大学では、TALENやCRISPR/Cas9により外来遺伝子を挿入する手法として相同組換えを用いる際に、相同組換え活性の低い細胞種や生物種では、挿入効率が低いという問題点があったところを、相同組換えに依存しない遺伝子挿入法（マイクロホモロジー媒介性末端結合：MMEJ）を用いる手法を開発し、PITChシステムと名付け、プロトコルとして発表した。
なお、TALENはCellectis Groupによる登録商標とのこと。

### ZFNについて

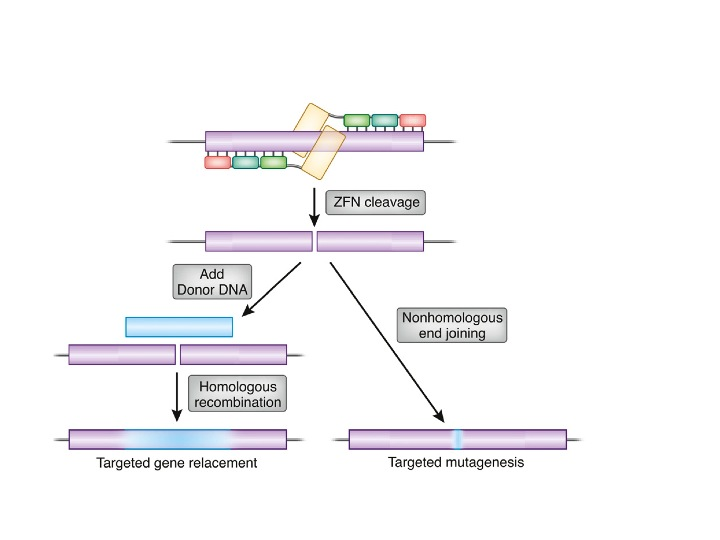
ZFNを用いたHRおよびNHEJによる改変。

ZFNはジンクフィンガードメインとDNA切断ドメインから成る人工制限酵素である。ジンクフィンガードメインは任意のDNA塩基配列を認識するように改変可能で、これによってジンクフィンガーヌクレアーゼが複雑なゲノム中の単一の配列を標的とすることが可能となる。

## 応用例について
以下の応用例には、研究途上のものを含む。
- 農作物、家畜、養殖[53]（GM作物も参照）
  - イネ (CRISPR)[54]
  - ブタ (Platinum TALEN)[55]
  - ウシ[56]
  - マダイ (CRISPR)[57]
  - トラフグ[58]
  - カタクチイワシ (TALEN, CRISPR)[59]
  - トマト (CRISPR)[60]
- ヒトの疾患の治療[1]
  - 筋ジストロフィー (CRISPR, TALEN)[61]
  - 白血病 (TALEN)[62][63]
  - AIDS (ZFN)[64]
  - 冠動脈疾患 (CRISPR)[65]
  - X連鎖重症複合免疫不全症 (ZFN)[66]
  - 嚢胞性線維症 (CRISPR)[67]
  - 鎌状赤血球貧血 (CRISPR)[67]
  - 遺伝性網膜色素変性症 (CRISPR)[68]
- 疾患のモデル動物の作成[1]
  - モデルマーモセット[69]
  - モデルマウス (CRISPR[70][71], Platinum TALEN[42])
  - モデルラット (CRISPR)[72]
  - モデルメダカ (CRISPR)[73][74]
- スクリーニングによる遺伝子機能解析および創薬 (CRISPR)[75][76]
- 遺伝子ドライブ（遺伝子工学による種の改変）
  - マラリアの根絶 (CRISPR)[77]
  - デング熱の根絶[78]
  - ライム病の根絶[78]
  - 住血吸虫症の根絶[78]
- バイオ燃料[53]

2021年9月15日、ゲノム編集技術を使って品種改良したトマトの販売がインターネット上で始まった。ゲノム編集をした食品の一般販売は日本国内で初めて。
2021年9月17日、ゲノム編集技術を使って肉付きをよくしたマダイが「ゲノム編集食品」として国に届け出られた。ゲノム編集食品の届け出は2020年12月、「GABA」の蓄積量を通常より約5倍高めたトマトに続いて2例目。
2021年10月29日、京都大学発のバイオ企業がゲノム編集で成長速度を速めたトラフグをゲノム編集食品として国に届け出、予約販売を開始した。

## 危険性と規制について
ヒトの受精卵等の生殖細胞に応用されかねない、デザイナーベビーへとつながるのではないかとの、倫理的な懸念がもたれていたが、着床させる操作が国際的な学会の合意により自主規制されることになった。但し、定期的に規制を見直すべきとも述べられている。
2015年12月に米国ワシントンD.C.で開かれた第1回ヒトゲノム編集に関する国際会議（International Summit on Human Genome Editing）では、同年4月に中国で行われたヒト胚の遺伝子操作を念頭に現時点で受精卵にゲノム編集をして子どもを誕生させることは無責任だとして行うべきではないという考えを表明していた。しかし、2018年11月に香港で開催の第2回会議で、中国の研究者が世界で初めてゲノムを編集した赤ちゃんを作り出したと主張して世界に衝撃を与え、さらにこの研究者はヒト免疫不全ウイルス（HIV）への耐性を与えることを目的としたこの遺伝子操作が脳機能と認知能力の強化をもたらしたとする動物実験に言及していたことから人間強化の一種である知能増幅を行った可能性も懸念され、日本医師会や日本医学会など日本や各国の学会もこの行為を非難する事態になった。同日、中国科学技術省は、遺伝子編集実験への関与者に活動の中止命令を出し、その後の中国当局の調査で臨床実験と赤ちゃんの実在が確認されて赤ちゃんは広東省政府の医学的監視下に置かれることとなった。また、アメリカの著名な科学者や中国政府にはこの実験に資金面や研究面で協力したとする疑惑も持ち上がった。これを受け、同年12月に世界保健機関（WHO）はゲノム編集の国際基準作成を目指してゲノム編集の問題点を検証する専門委員会を設置することを発表した。
2018年11月時点における各国のヒトの受精卵に対するゲノム編集への規制状況は以下の通りである。
- ドイツ、フランス - 法律により禁止。
- イギリス - 基礎研究は認め、母体に戻して子どもを誕生させることは制限。
  - 正常なヒト受精卵に対するゲノム編集が世界で初めて実施可能[98]。
- 米国 - 研究に連邦政府の資金を投入することを禁止、寄付などの研究資金では可能。
- 中国 - 国の指針で子どもを誕生させることは禁止。

日本国内では、厚生労働省によるガイドラインで、生殖細胞と受精卵の遺伝子改変を着床の是非に関わらず全面的に禁止している。しかし、さらにもう一歩踏み込んで、法的規制が必要との声もある。2018年11月28日、生殖補助医療に役立つ基礎研究に限って容認する指針案が了承され、早ければ2019年4月にも解禁される。また、内閣府が実施する「戦略的イノベーション創造プログラム」（略称：SIP、呼称：エスアイピー）の一環で、ゲノム編集とそれに関連する情報が公開されている
実際に患者に対する臨床試験を行うにあたって、患者にオフターゲットによるがんなどのリスクを適切に説明して、インフォームド・コンセントを確立することができるかどうか、また、オフターゲットのリスクと患者の利益の関係の上で、適切な治療として成立しうるのかどうかが、課題とされている。更には、極めて高価な治療となることが予測されることも、課題である。
また、遺伝子組み換え作物 (GMO) としての取扱いについても、問題を生じている。従来のGMOと異なって、ゲノム編集作物の場合は1塩基単位に近い改変が可能である。そのことにより改変されているにもかかわらず、改変の痕跡が残りにくい作物が生じる。このため、新しい規制モデルが提唱されている。改変の規模が大きいほど規制の程度を厳しくする案が各国で検討されている。
大学などの研究機関や企業に所属しない個人やグループが、ゲノム編集を含む手法により、自宅などにおいて、実験や自らの肉体を対象とした遺伝子治療、ペットの遺伝子改変などを行う「DIYバイオ」「バイオハッキング」が米国などで広がっている。ゲノム編集の技術がインターネットを通じて広まり、必要な薬品や器材もネット通販で入手しやすくなっていることが背景にあり、規制が後追いになっている。
バイオテロリズムへの応用を危ぶむ声もある。